# Antonio Scarpa
Antonio Scarpa (ur. 9 maja 1752 w Motta di Livenza, zm. 31 października 1832 w Bosnasco) – włoski anatom. 

## Życiorys
Uczeń Giovanni Battisty Morgagniego i Leopoldo 
Marco Antonio Caldaniego. Leczył Napoleona Bonaparte. W 1772 roku został profesorem na Uniwersytecie w Modenie.

## Prace
- Observationes de structura fenestrae rotundae (Modena 1772)
- Anatomicae disquisitiones de auditu et olfactu (Pavia 1789)
- Tabulae neurologicae ad illustrandam historiam cardiacorum nervorum (Pavia 1794)
- De anatome et pathologia ossium (Pavia 1827)
- Sulle principali malattie degli occhi (Pavia 1816)